# Boomrookkorst
Boomrookkorst (Catillaria nigroclavata) is een korstmossoort uit de familie Catillariaceae. Hij groeit op loofbomen met zure bast.

## Determinatie

### Uiterlijke kenmerken
Het thallus is dun, fijnkorrelig, vaak ingezonken/onopvallend. Het oppervlak is witgrijs, bleek tot donkergrijs of grijsbruin. Het heeft geen kenmerkende kleurreacties (K-, C-, KC-, P-).
De apotheciën zijn donkerbruin tot zwart van kleur, vlak tot depressief-convex en hebben een diameter van 0,15 tot 0,5 mm. De pycnidiën zijn zelden aanwezig.

### Microscopische kenmerken
De asci zijn 8-sporig en meten 35 × 10 µm. De ascosporen zijn hyaliene, overgaand in 1-septaat, langwerpig-ellipsoïde en meten 8–12 × (2–)2,5–3,5(–4) µm. Het hymenium is kleurloos en de parafysen hebben donkere, gezwollen punten.

## Verspreiding
Het verspreidingsgebied van boomrookkorst omvat Europa, West-Noord-Amerika en Nieuw-Zeeland. In Nederland is de soort vrij algemeen. Hij is niet bedreigd en staat niet op de Nederlandse Rode Lijst. 